# L'eroe sono io
L'eroe sono io è un film del 1952 diretto da Carlo Ludovico Bragaglia.

## Trama
Righetto corteggia inutilmente molte ragazze me viene sempre rifiutato. Si innamora di Silvia che lo crede per un equivoco un divo dei fotoromanzi. Lei scopre subito la verità e lo allontana ma inizia a lavorare con il divo Bob d'Alma che suo malgrado la coinvolge nei suoi problemi con una banda di malviventi che organizzano un furto in una villa adibita a set di un nuovo foto romanzo.
Solo Righetto sarà in grado di salvarla e mettere a posto tutte le cose. Silvia riconoscente cambierà la sua opinione su di lui e accetta di sposarlo.

## Produzione
Il film fu girato per gli interni negli studi Titanus della Farnesina.